# Pavel Pavlovič Polubojarov
Pavel Pavlovič Polubojarov (Tula, 16 giugno 1901 – Mosca, 17 settembre 1984) è stato un generale sovietico, attivo durante tutta la guerra sul Fronte orientale della seconda guerra mondiale. Alle guida del famoso 4º Corpo corazzato della Guardia "Kantemirovskij", Polubojarov fu tra i migliori comandanti di unità corazzate dell'Armata Rossa e dopo la guerra assunse e mantenne per quasi quindici anni la direzione generale di tutte le forze meccanizzate sovietiche.

## Biografia

### Gli inizi nelle truppe corazzate
Dopo aver combattuto giovanissimo nei reparti motorizzati dell'Armata Rossa durante la Guerra civile, Pavel Polubojarov prese parte fin dall'inizio alla creazione ed allo sviluppo delle truppe corazzate sovietiche diplomandosi nel 1926 alla scuola truppe motocorazzate e seguendo nel 1938 i corsi dell'Accademia Militare delle forze motocorazzate.
Posto al comando del forze meccanizzate del distretto militare del Trans-Bajkal, Polubojarov si distinse per la prima volta in Estremo Oriente guidando le unità corazzate assegnate al generale Georgij Žukov che ebbero un ruolo determinante nella vittoria contro i giapponesi nella battaglia di Khalkhin-Gol (settembre 1939).

### Da Barbarossa a Piccolo Saturno
All'inizio della seconda guerra mondiale sul fronte orientale (operazione Barbarossa), il colonnello Polubojarov dirigeva, dopo aver completato i corsi dell'Accademia di Stato maggiore, le truppe corazzate del Fronte Nord-Occidentale incaricato di difendere gli Stati Baltici e le vie di accesso a Leningrado. Alla fine di giugno 1941 prese temporaneamente il comando dei superstiti del 12º Corpo meccanizzato, tentando senza successo di fermare l'avanzata dei panzer tedeschi del 41º Panzerkorps. Durante la battaglia di Mosca divenne vice-comandante delle forze motocorazzate del Fronte di Kalinin; compito prevalentemente amministrativo che non lo coinvolse direttamente nelle battaglie sul campo.
Nell'estate 1942 finalmente Polubojarov ebbe il comando del nuovo 17º Corpo corazzato che, impegnato a contrastare la nuova offensiva tedesca nel settore meridionale del fronte (operazione Blu), aveva subito una serie di sconfitte. Il suo comandante, generale Feklenko, venne destituito bruscamente da Stalin e Polubojarov prese il suo posto. Le prime battaglie nella regione di Voronež non furono fortunate ed il 17º corpo di Polubojarov fu costretto a ripiegare ed a schierarsi difensivamente, mentre le Panzer-Division proseguivano verso il Don e Stalingrado. Fu nell'inverno 1942-43 che Polubojarov, promosso maggior generale, si mise in grande evidenza con il suo corpo corazzato, assegnato al settore del medio Don per partecipare, come forza di sfruttamento del successo assegnata al Fronte di Voronež del generale Filipp Golikov, all'operazione Piccolo Saturno contro l'8ª Armata italiana.
Il 17 dicembre il generale condusse personalmente l'attacco dei suoi carri attraverso i campi minati e guidò con grande energia, dopo il riuscito sfondamento delle linee italiane, la marcia in profondità nella steppa innevata verso le retrovie delle forze dell'Asse. Il 19 dicembre le unità corazzate di Polubojarov conquistarono di sorpresa, dopo una rapidissima avanzata lungo la valle del fiume Boguchar, l'importante centro logistico di Kantemirovka, imprimendo una svolta decisiva alle operazioni e scardinando completamente il fronte nemico. Per questa brillante vittoria e per la successiva avanzata su Vološino e Millerovo, il generale venne elogiato ed il 17º Corpo corazzato assunse la denominazione onorifica di 4º Corpo corazzato della Guardia Kantemirovskij ("di Kantemirovka").

### Avanzata verso ovest
Nelle successive campagne dell'inverno 1943 Polubojarov partecipò con il suo corpo corazzato alla nuova offensiva verso il Dniepr e il Mar d'Azov (operazione Schachok) che, dopo alcuni successi iniziali, terminò con una sconfitta. Il 4º Corpo corazzato della Guardia, dopo essere avanzato quasi isolato fino a Krasnoarmeskoe, si batte con valore e contrastò tenacemente l'attacco delle Panzer-Division, ripiegando infine dietro il Donec e sfuggendo alla distruzione. Nell'estate 1943 Polubojarov guido il suo corpo della Guardia nelle offensive sovietiche sferrate dopo il fallimento tedesco dell'operazione Zitadelle. Nella Quarta battaglia di Char'kov e nei successivi combattimenti verso il Dniepr, i suoi carristi furono spesso al centro dell'azione e, a costo di gravi perdite, ottennero nuovi successi.
Dopo un periodo di riposo durante l'inverno 1943-1944 il corpo corazzato di Polubojarov rientrò in azione con il 1° Fronte Ucraino del maresciallo Ivan Konev durante l'offensiva Leopoli-Sandomierz. Il generale partecipò con distinzione alle dure battaglie per la difesa del cosiddetto "corridoio di Koltov" ed i suoi uomini furono tra i primi ad entrare, dopo accesi combattimenti, a Leopoli da est, mentre le forze corazzate del generale Pavel Rybalko attaccavano la città da ovest e quelle del generale Dmitrij Leljušenko entravano da sud. Nei mesi seguenti ol generale continuò ad avanzare penetrando in Slovacchia e prese parte alla battaglia sul passo di Dukla e ai combattimenti autunnali nei Carpazi.

### Invasione della Germania
Durante l'offensiva finale dalla Vistola all'Oder il generale Polubojarov schierò il suo 4º Corpo corazzato della Guardia ancora con il 1° Fronte Ucraino del maresciallo Konev e prese parte all'avanzata in Polonia e Germania insieme alle armate corazzate di Rybalko e Leljušenko, distinguendosi nei duri combattimenti nella bassa e alta Slesia.  Nella battaglia di Berlino i suoi carri non parteciparono ai combattimenti all'interno della capitale del Terzo Reich ma marciarono su Dresda, sempre agli ordini del maresciallo Konev, quindi si diressero verso l'Elba e furono tra i primi reparti a congiungersi con le truppe americane provenienti da ovest. Il generale Polubojarov, onorato con la decorazione di Eroe dell'Unione Sovietica il 29 maggio 1945, terminò così al centro della Germania il suo impegno bellico in Europa dopo aver guidato con successo i suoi carristi per quasi tre anni.
Dopo la guerra Polubojarov, altamente stimato ed esperto di truppe corazzate, ottenne prestigiosi incarichi di comando, prima come vice-comandante delle forze meccanizzate sovietiche ed infine, dal 1954 al 1969 come capo supremo delle forze motocorazzate dell'Armata Rossa. Dopo aver lasciato questo importante incarico il generale, promosso al grado di maresciallo delle truppe corazzate, rimase tra i consiglieri tecnici del Ministero della Difesa fino alla morte nel 1984.